# Saint-Baslemont
 Saint-Baslemont  es una población y comuna francesa, en la región de Lorena, departamento de Vosgos, en el distrito de Épinal y cantón de Darney.

## Demografía
| 149 | 141 | 136 | 124 | 89 | 79 |
| Para los censos de 1962 a 1999 la población legal corresponde a la población sin duplicidades (Fuente: INSEE [Consultar]) |     |     |     |    |    |